# Hiperestaticitat
En estàtica, una estructura és hiperestàtica (o estàticament indeterminada) quan les equacions d'equilibri estàtic no són suficients per poder determinar les forces internes i les reaccions sobre l'estructura. En canvi, si hi ha prou equacions per poder trobar totes les incògnites, el sistema és isostàtic (o estàticament determinat).
Segons les lleis de Newton, les equacions d'equilibri per un cos bidimensional són:
- {\displaystyle \sum {\vec {F}}=0}: la suma vectorial de les forces que actuen sobre el cos és igual a zero. Això es tradueix en:

Σ H = 0: la suma de les components horitzontals de les forces és igual a zero
Σ V = 0: la suma de les components verticals de les forces és igual a zero
- {\displaystyle \sum {\vec {M}}=0}: la suma dels moments de totes les forces respecte a un punt arbitrari és igual a zero.

Diagrama del cos lliure d'una biga hiperestàtica

A la biga de la imatge, les quatre reaccions desconegudes són VA, VB, VC i HA. Les equacions d'equilibri són:
Σ V = 0:
VA − Fv + VB + VC = 0
Σ H = 0:
HA − Fh = 0
Σ MA = 0:
Fv · a − VB · (a + b) - VC · (a + b + c) = 0.
Com que hi ha quatre forces desconegudes (VA, VB, VC i HA) però només es disposa de tres equacions d'equilibri, el sistema d'equacions no té una solució única: l'estructura és hiperestàtica. Si es disposa d'equacions o restriccions addicionals (com per exemple equacions relacionades amb la deformació o les propietats del material) es pot resoldre l'estructura.